# C-75
La  C-75  és una carretera de la Xarxa Bàsica de la Generalitat de Catalunya. Passa per les comarques de La Segarra i el Solsonés
La carretera és compartida per la  L-311  entre Cervera i Guissona 

## Pobles i Enllaços

#### Pobles
- Cervera
- Tarroja de Segarra
- Guissona
- Massoteres
- Biosca
- El Hostal Nou
- Solsona

#### Enllaços
| N-II    | Sentit Est: Barcelona La Panadella Sentit Oest: Cervera |
| L-311a  | Tarroja de Segarra                                      |
| L-311z  | Guissona                                                |
| LV-3201 | Sant Ramon                                              |
| LV-3005 | Torà                                                    |
| LV-3002 | Su                                                      |
| C-149   | Sanaüja                                                 |
| LV-4241 | Rossinyol i Coforb                                      |
| C-26    | Col.De Santa Maria                                      |

| Rotonda Guissona | Rotonda Guissona         | Rotonda Guissona |
| ---------------- | ------------------------ | ---------------- |
| Tàrrega L-310    | C-75 Biosca Solsona      | L-310 Guissona   |
| Tàrrega L-310    |                          | L-310 Guissona   |
| Tàrrega L-310    | L-311 Tarroja de segarra | L-310 Guissona   |

| Rotonda Biosca | Rotonda Biosca      | Rotonda Biosca |
| -------------- | ------------------- | -------------- |
| C-1412a Ponts  | C-75 Biosca Solsona | C-1412a Torà   |
| C-1412a Ponts  |                     | C-1412a Torà   |
| C-1412a Ponts  | C-75 Guissona       | C-1412a Torà   |

| Rotonda Guissona Nord | Rotonda Guissona Nord |
| --------------------- | --------------------- |
| L-313 Cabanabona      | C-75 Biosca Solsona   |
|                       | C-75 Biosca Solsona   |
| C-75 Guissona Cervera | C-75 Biosca Solsona   |

| Rotonda de Tarroja de Segarra | Rotonda de Tarroja de Segarra | Rotonda de Tarroja de Segarra          |
| ----------------------------- | ----------------------------- | -------------------------------------- |
| Concabella L-324              | C-75 Guissona Solsona         | L-324 Tarroja de Segarra La Manressana |
| Concabella L-324              |                               | L-324 Tarroja de Segarra La Manressana |
| Concabella L-324              | L-311 Cervera                 | L-324 Tarroja de Segarra La Manressana |